# Wolha Wassiljonak
Wolha Uladsimirauna Wassiljonak (belarussisch Вольга Уладзіміраўна Васілёнак; * 17. Mai 1980 in Myadzyel) ist eine ehemalige belarussische Skilangläuferin.

## Werdegang
Wassiljonak nahm von 2000 bis 2010 an Wettbewerben der Fédération Internationale de Ski teil. Im Weltcup debütierte sie im Januar 2004 in Otepää und belegte dabei den achten Platz mit der Staffel. Zwei Monate später lief sie in Oslo ihr erstes Weltcupeinzelrennen, welches sie auf dem 48. Platz im Sprint beendete. Zu Beginn der Saison 2004/05 holte sie in Düsseldorf mit dem 11. Platz im Sprint ihre ersten Weltcuppunkte und erreichte damit ihre beste Weltcupplatzierung im Einzel. Ihre besten Resultate bei den nordischen Skiweltmeisterschaften 2005 in Oberstdorf waren der 29. Platz über 10 km Freistil und der zehnte Rang mit der Staffel. Bei ihrer ersten Olympiateilnahme 2006 in Pragelato belegte sie den 51. Platz im 15-km-Skiathlon, den 34. Rang im 30-km-Massenstartrennen, den 25. Platz im Sprint und den 15. Platz mit der Staffel. Im Januar 2007 gewann sie bei der Winter-Universiade 2007 in Pragelato über 15 km Freistil und im 10-km-Skiathlon die Bronzemedaille. Im folgenden Monat kam sie bei den nordischen Skiweltmeisterschaften 2007 in Sapporo auf den 49. Platz im Sprint, auf den 31. Rang über 10 km Freistil, auf den 13. Rang mit der Staffel und den sechsten Platz zusammen Wiktoryia Lapazina im Teamsprint. Ihre besten Ergebnisse bei den nordischen Skiweltmeisterschaften 2009 in Liberec waren der 17. Platz im Sprint und der neunte Rang mit der Staffel. Die Tour de Ski 2009/10 beendete sie auf dem 30. Platz. Ihre Karriere beendete sie nach den Olympischen Winterspielen 2010 in Vancouver, bei den sie den 55. Platz über 10 km Freistil, den 46. Rang im Sprint den 13. Rang zusammen mit Kazjaryna Rudakowa im Teamsprint und den zehnten Platz mit der Staffel belegte.
Wassiljonak nahm an insgesamt 39 Weltcupeinzelrennen teil und kam dabei siebenmal in die Punkteränge.

## Teilnahmen an Weltmeisterschaften und Olympischen Winterspielen

### Olympische Spiele
- 2006 Turin: 15. Platz Staffel, 25. Platz Sprint Freistil, 34. Platz 30 km Freistil Massenstart, 51. Platz 15 km Skiathlon
- 2010 Vancouver: 10. Platz Staffel, 13. Platz Teamsprint Freistil, 46. Platz Sprint klassisch, 55. Platz 10 km Freistil

### Nordische Skiweltmeisterschaften
- 2005 Oberstdorf: 10. Platz Staffel, 12. Platz Teamsprint Freistil, 29. Platz 10 km Freistil, 37. Platz 15 km Skiathlon, 39. Platz Sprint klassisch
- 2007 Sapporo: 6. Platz Teamsprint Freistil, 13. Platz Staffel, 31. Platz 10 km Freistil, 49. Platz Sprint klassisch
- 2009 Liberec: 9. Platz Staffel, 17. Platz Sprint Freistil, 34. Platz 10 km klassisch, 38. Platz 15 km Skiathlon

## Platzierungen im Weltcup

### Weltcup-Statistik
Die Tabelle zeigt die erreichten Platzierungen im Einzelnen.
- 1.–3. Platz: Anzahl der Podiumsplatzierungen
- Top 10: Anzahl der Platzierungen unter den ersten zehn
- Punkteränge: Anzahl der Platzierungen innerhalb der Punkteränge
- Starts: Anzahl gelaufener Rennen in der jeweiligen Disziplin
- Hinweis: Bei den Distanzrennen erfolgt die Einordnung gemäß FIS.

| Platzierung         | Distanzrennen a | Distanzrennen a | Distanzrennen a | Distanzrennen a | Distanzrennen a | Skiathlon Verfolgung | Sprint | Etappen- rennen b | Gesamt | Team c | Team c  |
| Platzierung         | ≤ 5 km          | ≤ 10 km         | ≤ 15 km         | ≤ 30 km         | > 30 km         | Skiathlon Verfolgung | Sprint | Etappen- rennen b | Gesamt | Sprint | Staffel |
| ------------------- | --------------- | --------------- | --------------- | --------------- | --------------- | -------------------- | ------ | ----------------- | ------ | ------ | ------- |
| 1. Platz            |                 |                 |                 |                 |                 |                      |        |                   |        |        |         |
| 2. Platz            |                 |                 |                 |                 |                 |                      |        |                   |        |        |         |
| 3. Platz            |                 |                 |                 |                 |                 |                      |        |                   |        |        |         |
| Top 10              |                 |                 |                 |                 |                 |                      |        |                   |        | 1      | 1       |
| Punkteränge         |                 |                 |                 |                 |                 |                      | 6      | 1                 | 7      | 4      | 8       |
| Starts              |                 | 17              | 4               | 1               |                 | 1                    | 15     | 1                 | 39     | 4      | 8       |
| Stand: Karriereende |                 |                 |                 |                 |                 |                      |        |                   |        |        |         |

### Weltcup-Gesamtplatzierungen
| Saison  | Gesamt | Gesamt | Distanz | Distanz | Sprint | Sprint |
| Saison  | Punkte | Platz  | Punkte  | Platz   | Punkte | Platz  |
| ------- | ------ | ------ | ------- | ------- | ------ | ------ |
| 2004/05 | 35     | 58.    | -       | -       | 35     | 34.    |
| 2005/06 | 2      | 121.   | -       | -       | 2      | 79.    |
| 2006/07 | 2      | 113.   | -       | -       | 2      | 81.    |
| 2007/08 | –      | –      | –       | –       | –      | -      |
| 2008/09 | 4      | 121.   | -       | -       | 4      | 81.    |
| 2009/10 | 7      | 116.   | 3       | 96.     | –      | -      |